# Lypha dubia
Lypha dubia là một loài ruồi trong họ Tachinidae.